# Euparia consimilis
Euparia consimilis är en skalbaggsart som beskrevs av Vladimir Balthasar 1945. Euparia consimilis ingår i släktet Euparia och familjen Aphodiidae. Inga underarter finns listade i Catalogue of Life.